# Індіантаун (Флорида)
Індіантаун (англ. Indiantown) — селище (англ. village) в США, в окрузі Мартін штату Флорида. Населення — 6560 осіб (2020).

## Географія
Індіантаун розташований за координатами 27°3′6″ пн. ш. 80°28′18″ зх. д. / 27.05167° пн. ш. 80.47167° зх. д. (27.051769, -80.471608).  За даними Бюро перепису населення США в 2010 році селище мало площу 15,49 км², з яких 15,08 км² — суходіл та 0,41 км² — водойми.

## Демографія
Згідно з переписом 2010 року, у переписній місцевості мешкали 6083 особи в 1605 домогосподарствах у складі 1233 родин. Густота населення становила 393 особи/км².  Було 1794 помешкання (116/км²).
Расовий склад населення:
| - 48,9 % — білих - 14,6 % — чорних або афроамериканців - 3,4 % — корінних американців - 0,4 % — вихідців з тихоокеанських островів - 0,2 % — азіатів - 29,8 % — осіб інших рас |

До двох чи більше рас належало 2,7 %. Частка іспаномовних становила 64,6 % від усіх жителів.
За віковим діапазоном населення розподілялося таким чином: 28,9 % — особи молодші 18 років, 56,4 % — особи у віці 18—64 років, 14,7 % — особи у віці 65 років та старші. Медіана віку мешканця становила 30,5 року. На 100 осіб жіночої статі у переписній місцевості припадало 123,9 чоловіків;  на 100 жінок у віці від 18 років та старших — 132,3 чоловіків також старших 18 років.
Середній дохід на одне домашнє господарство  становив 52 590 доларів США (медіана — 36 098), а середній дохід на одну сім'ю — 51 168 доларів (медіана — 39 702). Медіана доходів становила 25 676 доларів для чоловіків та 20 393 долари для жінок. За межею бідності перебувало 25,3 % осіб, у тому числі 39,8 % дітей у віці до 18 років та 4,4 % осіб у віці 65 років та старших.
Цивільне працевлаштоване населення становило 2219 осіб. Основні галузі зайнятості: освіта, охорона здоров'я та соціальна допомога — 19,9 %, мистецтво, розваги та відпочинок — 15,4 %, науковці, спеціалісти, менеджери — 13,1 %, будівництво — 12,1 %.